# Astropecten

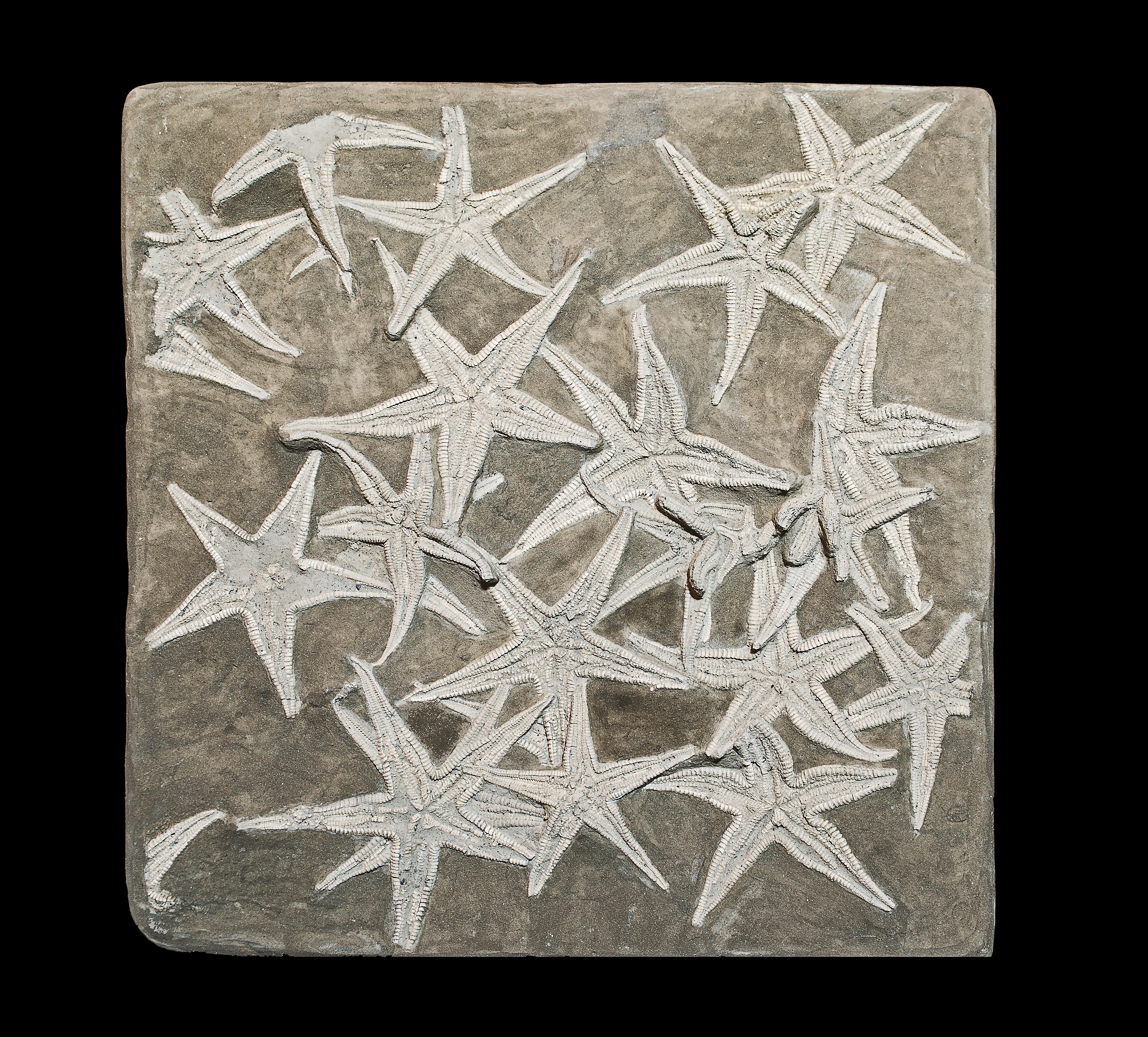
Astropecten lorioli - Specie di Giurassico

Astropecten è un genere di stelle marine della famiglia Astropectinidae.

## Tassonomia
Il genere comprende le seguenti specie:
- Astropecten acanthifer  (Sladen, 1883)
- Astropecten acutiradiatus  (Tortonese, 1956)
- Astropecten africanus  (Koehler, 1911)
- Astropecten alatus  (Perrier, 1875)
- Astropecten alligator  (Perrier, 1881)
- Astropecten americanus  (Verrill, 1880)
- Astropecten anacanthus  (H.L. Clark, 1926)
- Astropecten andersoni  (Sladen, 1888)
- Astropecten antillensis  (Lütken, 1859)
- Astropecten aranciacus  (Linnaeus, 1758)
- Astropecten armatus  (Gray, 1840)
- Astropecten armatus armatus  (Gray, 1840)
- Astropecten armatus erinaceus  (Gray, 1840)
- Astropecten armatus peruvianus  (Verrill, 1870)
- Astropecten articulatus  (Say, 1825)
- Astropecten bandanus  (Doderlein, 1917)
- Astropecten bengalensis  (Doderlein, 1917)
- Astropecten benthophilus  (Ludwig, 1905)
- Astropecten bispinosus  (Otto, 1823)
- Astropecten brasiliensis  (Müller & Troschel, 1842)
- Astropecten brasiliensis brasiliensis  (Müller & Troschel, 1842)
- Astropecten brasiliensis peruvianus  (Verrill, 1870)
- Astropecten brasiliensis riensis  (Doderlein, 1917)
- Astropecten brevispinus  (Sladen, 1883)
- Astropecten carcharicus  (Doderlein, 1917)
- Astropecten carcharicus carcharicus  (Doderlein, 1917)
- Astropecten carcharicus formosanus  (Doderlein, 1917)
- Astropecten caribemexicanensis  (Caso, 1990)
- Astropecten celebensis  (Doderlein, 1917)
- Astropecten cingulatus  (Sladen, 1833)
- Astropecten comptus  (Verrill, 1915)
- Astropecten debilis  (Koehler, 1910)
- Astropecten dubiosus  (Mortensen, 1925)
- Astropecten duplicatus  (Gray, 1840)
- Astropecten eremicus  (Fisher, 1913)
- Astropecten eucnemis  (Fisher, 1919)
- Astropecten euryacanthus  (Lutken, 1871)
- Astropecten exiguus  (Ludwig, 1905)
- Astropecten exilis  (Mortensen, 1933)
- Astropecten fasciatus  (Doderlein, 1926)
- Astropecten formosus  (Sladen, 1878)
- Astropecten fragilis  (Verrill, 1870)
- Astropecten gisselbrechti  (Doderlein, 1917)
- Astropecten granulatus  (Müller & Troschel, 1842)
- Astropecten granulatus granulatus  (Müller & Troschel, 1842)
- Astropecten granulatus natalensis  (John, 1948)
- Astropecten griegi  (Koehler, 1909)
- Astropecten gruveli  (Koehler, 1911)
- Astropecten guineensis  (Koehler, 1911)
- Astropecten hawaiiensis  (Doderlein, 1917)
- Astropecten hemprichi  (Müller & Troschel, 1842)
- Astropecten hermatophilus  (Sladen, 1883)
- Astropecten huepferi  (Koehler, 1914)
- Astropecten ibericus  (Perrier, 1894)
- Astropecten imbellis  (Sladen, 1883)
- Astropecten indicus  (Doderlein, 1888)
- Astropecten inutilis  (Koehler, 1910)
- Astropecten irregularis  (Pennant, 1777)
- Astropecten irregularis irregularis  (Pennant, 1777)
- Astropecten irregularis pentacanthus  (Delle Chiaje, 1827)
- Astropecten irregularis pontoporeus  (Sladen, 1883)
- Astropecten irregularis serratus  (Müller & Troschel, 1842)
- Astropecten jarli  (Madsen, 1950)
- Astropecten javanicus  (Lutken, 1871)
- Astropecten jonstoni  (Delle Chiaje, 1827)
- Astropecten kagoshimensis  (De Loriol, 1899)
- Astropecten latespinosus  (Meissner, 1892)
- Astropecten leptus  (H.L. Clark, 1926)
- Astropecten liberiensis  (Koehler, 1914)
- Astropecten luzonicus  (Fisher, 1913)
- Astropecten malayanus  (Doderlein, 1917)
- Astropecten mamillatus  (Koehler, 1914)
- Astropecten marginatus  (Gray, 1840)
- Astropecten mauritianus  (Gray, 1840)
- Astropecten michaelseni  (Koehler, 1914)
- Astropecten minadensis  (Doderlein, 1917)
- Astropecten monacanthus  (Sladen, 1883)
- Astropecten nitidus  (Verrill, 1915)
- Astropecten novaeguineae  (Doderlein, 1917)
- Astropecten nuttingi  (Verrill, 1915)
- Astropecten orientalis  (Doderlein, 1917)
- Astropecten ornatissimus  (Fisher, 1906)
- Astropecten orsinii  (Leipoldt, 1895)
- Astropecten pedicellaris  (Fisher, 1913)
- Astropecten petalodea  (Retzius, 1805)
- Astropecten platyacanthus  (Philippi, 1837)
- Astropecten polyacanthus  (Müller & Troschel, 1842)
- Astropecten polyacanthus phragmorus  (Fisher, 1913)
- Astropecten polyacanthus polyacanthus  (Müller & Troschel, 1842)
- Astropecten preissi  (Müller & Troschel, 1843)
- Astropecten primigenius  (Mortensen, 1925)
- Astropecten productus  (Fisher, 1906)
- Astropecten progressor  (Doderlein, 1917)
- Astropecten pugnax  (Koehler, 1910)
- Astropecten pulcherrimus  (H.L. Clark, 1938)
- Astropecten pusillulus  (Fisher, 1906)
- Astropecten pusillus  (Sluiter, 1889)
- Astropecten regalis  (Gray, 1840)
- Astropecten sanctaehelenae  (Mortensen, 1933)
- Astropecten sarasinorum  (Doderlein, 1917)

### Specie mediterranee
Nel mar Mediterraneo sono presenti le seguenti specie:
- Astropecten aranciacus (Linnaeus, 1758)
- Astropecten bispinosus (Otto, 1823)
- Astropecten irregularis (Pennant, 1777)
- Astropecten jonstoni (Delle Chiaje, 1825)
- Astropecten platyacanthus (Philippi, 1837)
- Astropecten spinulosus (Philippi, 1837)

## Anatomia

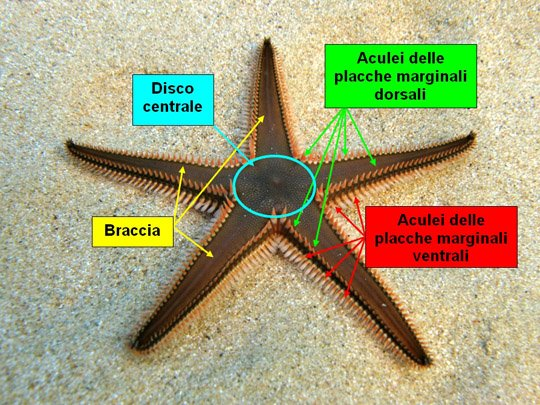
Astropecten bispinosus

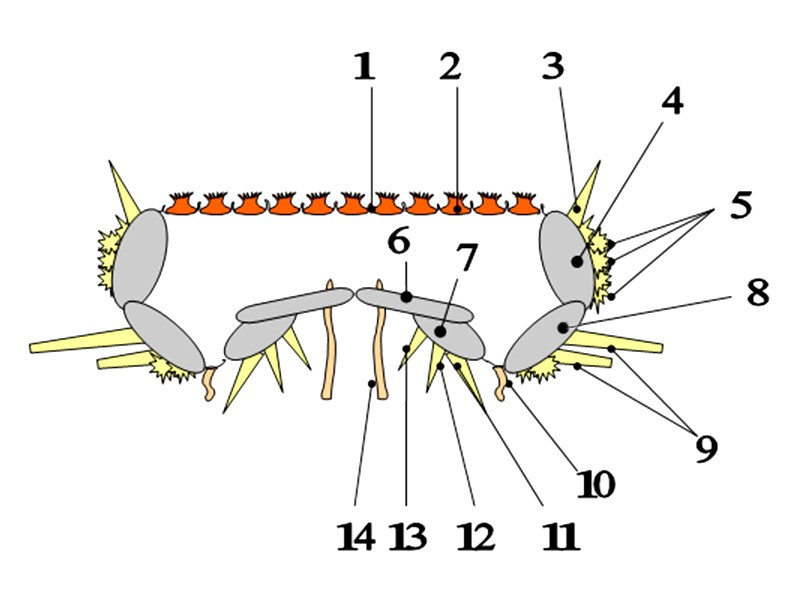
Descrizione delle placche e aculei

Queste stelle sono simili tra loro e può essere difficile determinarne con certezza la specie solamente da una fotografia. Per avere una determinazione certa, in taluni casi, occorrerebbe analizzare l'animale in laboratorio o avvalersi di analisi genetiche. Spesso però ciò non è possibile e si può determinare la specie, con un ragionevole margine d'errore, osservando l'aspetto dell'animale, in particolare basandosi su alcuni caratteri tipici descritti dai maggiori autori che negli anni hanno analizzato in laboratorio un gran numero di esemplari.
I principali elementi da cui si possono determinare le varie specie da fotografia sono: l'aspetto delle placche marginali dorsali, ventrali e dei relativi aculei, la dimensione, la forma del disco e delle braccia.
Nelle stelle marine si possono individuare due lati nettamente distinti: il lato aborale che è il lato superiore della stella (che di norma è quello visibile) e il lato orale che è la parte inferiore della stella su cui essa appoggia sul fondale marino.
1. papule: sono delle appendici molli e retrattili con funzioni respiratorie che si trovano nelle cavità del lato aborale della stella
2. passille: piastre tipiche di alcuni Asteroidei che consistono in una struttura a forma di piccola colonna cilindrica alla cui estremità si trovano numerosi piccolissimi aculei
3. aculei delle placche marginali dorsali
4. placche marginali dorsali
5. squame e piccoli aculei che ricoprono la faccia laterale verticale delle placche marginali dorsali
6. placche ambulacrali in cui si trovano dei fori da cui fuoriescono i pedicelli ambulacrali
7. placche adambulacrali
8. placche marginali ventrali
9. aculei delle placche marginali ventrali
10. pedicellarie: particolari pedicelli con terminazione prensile atti ad afferrare organismi e detrito
11. spine adambulacrali esterne
12. spine adambulacrali medie
13. spine adambulacrali interne
14. pedicelli ambulacrali